# Cliché
Cliché (ali po slovensko: Kliše) je EP album slovenske pevke Tatjane Mihelj, ki je izšel v digitalni pretočni obliki 20. januarja 2023 pri založbi Seghos Music Production.

## O albumu
Poleg naslovne pesmi »Ko bi le« v slovenskem in »Cliché« v angleškem jeziku je na albumu še njena instrumentalna različica in tri nove verzije pesmi »Ples v dežju«, s katero je Tatjana Mihelj zmagala na 40. festivalu Melodij morja in sonca leta 2021: v italijanskem in angleškem jeziku ter instrumental.
... meja bi bila samo nebo, za vse večne čase. 
 Srečen je pač tisti, ki žari v soju svojih notranjih luči. 
 Upa si vesolje sanjati in rase, rase. — Tatjana Mihelj v pesmi »Ko bi le«

## Seznam posnetkov
| Št.             | Naslov                        | Besedilo        | Glasba                               | Priredba                   | Dolžina |
| --------------- | ----------------------------- | --------------- | ------------------------------------ | -------------------------- | ------- |
| 1.              | „Ko bi le‟                    | A. Bernhard     | A. Bernhard, A. Gliha, Ž. Mladenović | A. Bernhard, Ž. Mladenović | 2:52    |
| 2.              | „Profumo di pioggia‟          | P. Rossato      | Ž. Pirnat, A. Gliha, Ž. Mladenović   | Ž. Pirnat, Ž. Mladenović   | 3:34    |
| 3.              | „Cliché‟                      |                 | A. Bernhard, A. Gliha, Ž. Mladenović | A. Bernhard, Ž. Mladenović | 2:52    |
| 4.              | „Dance in the Rain‟           | C. Mason        | Ž. Pirnat, A. Gliha, Ž. Mladenović   | Ž. Pirnat, Ž. Mladenović   | 3:34    |
| 5.              | „Cliché‟ (Instrumental)       |                 | A. Bernhard, A. Gliha, Ž. Mladenović | A. Bernhard, Ž. Mladenović | 2:52    |
| 6.              | „Ples v dežju‟ (Instrumental) |                 | Ž. Pirnat, A. Gliha, Ž. Mladenović   | Ž. Pirnat, Ž. Mladenović   | 3:34    |
| Skupna dolžina: | Skupna dolžina:               | Skupna dolžina: | Skupna dolžina:                      | Skupna dolžina:            | 19:18   |

## Videospot
Tatjana Mihelj je za naslovno pesem »Ko bi le« posnela tudi videospot v Športnem društvu Tabor v Ljubljani skupaj s plesalko Noemi Capuano, ki je s pevko že sodelovala pri pesmi »Ples v dežju«.
Nastal je v produkciji Videco, Vesna Mirtelj je poskrbela za styling, Vesna Mršič pa za masko.
Objavljen je bil 11. aprila 2023.